# 刘建全
刘建全，四川井研人，兰州大学教授，主要从事生态学方面的研究工作。入选中华人民共和国教育部2007年度"长江学者"特聘教授，中国国家杰出青年基金获得者，曾就读于四川大学生物系。